# Тейхмюллер, Освальд
Пауль Юлиус Освальд Тейхмюллер (иногда Тайхмюллер) (18 июня 1913, Нордхаузен, Германская империя — 11 сентября 1943, Днепр, СССР) — немецкий математик. Ввёл квазиконформные отображения и дифференциально-геометрические методы в комплексный анализ. В честь его названо пространство Тейхмюллера.

## Биография
Тейхмюллер родился в Нордхаузене.
Вырос в Санкт-Андреасберге.
Получив аттестат зрелости в 1931 году, поступил в Гёттингенский университет, где начал изучать математику.
Среди его преподавателей были Рихард Курант, Герман Вейль, Отто Нойгебауэр, Густав Херглотз и Эдмунд Ландау.
Защитил диссертацию в 1935 году.
Он вступил в Национал-социалистическую партию в июле 1931 года и стал членом штурмового отряда в августе этого же года.
В 1933 он организовал бойкот своего еврейского профессора Эдмунда Ландау.
В 1936 и 1937 годах он посещал лекции Рольфа Неванлинна, который был сторонником Третьего рейха, где он был приглашенным профессором. Под влиянием Неванлинна Тейхмюллер начал заниматься геометрической теорией функций.
В 1939 году, с личного разрешения Фюрера, поступил в Вермахт. Погиб во время военной операции 11 сентября 1943 года на Восточном фронте возле Полтавы.
Многие статьи Тейхмюллера были напечатаны в журнале «Deutsche Mathematik», который содержал не только научные статьи, но и расовую пропаганду.

## Научный вклад
Теория пространств Тейхмюллера для римановых поверхностей была позднее разработана Ларсом Альфорсом, Липманом Берсом и другими.